# 太原公共交通研究会

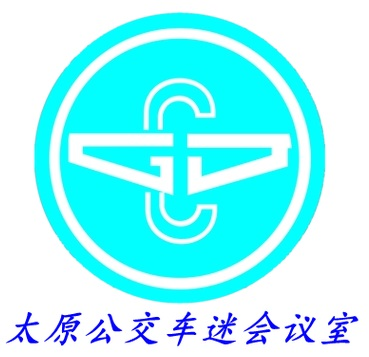
研究会のLOGO

太原公共交通研究会（たいげんこうきょうこうつうけんきゅうかい、英：Taiyuan Public Transport Research Association、中国本土の通称：太原公交車迷会議室）は公共交通政府管理部門、公共交通企事業会社、公共交通に関する大学と研修センター、交通研究者、公共交通分野に関心を持つ社会人が元のサークルを基礎に自発的に構成した非営利の地方的な組織であり、山西省太原市に置く都市公共交通研究の新興チームである。
研究会会員の増加に伴う、影響力の拡大により発展を経て、元の研究者研究討論団体は「住民に質疑を応答し、政府機関に専門的な提案を提出し、関連会社に計画を立てる」という総合的な研究団体を発展させた。

## 歴代責任者

### 歴代議会長
初代：趙嘉瑋（2014.9～2019.8）

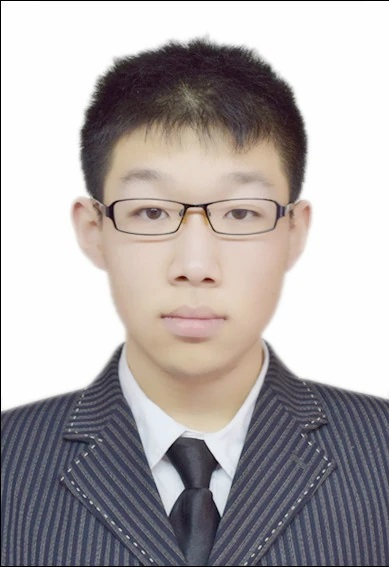
初代議会長

二代：趙嘉瑋（2019.9～2023.8）太原市公共交通研究員

三代：趙嘉瑋（2023.9～現在に至る）太原市公共交通研究員

## 研究会人数
303人（2023.12.31まで）

そのうち、公共交通政府管理部門関係者28人、公共交通会社関係者47人、公共交通に関する大学と研修センター関係者35人、交通研究者21人、公共交通分野に関心を持つ社会人172人である。

## 研究会部門

### 本部

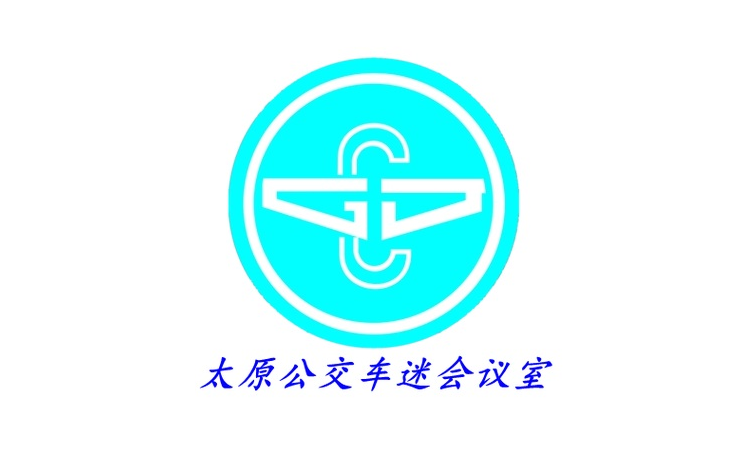
研究会本部の旗

本部は研究会全体の指揮センターであり、研究会の運営と調整を担当する。

### 軌道部

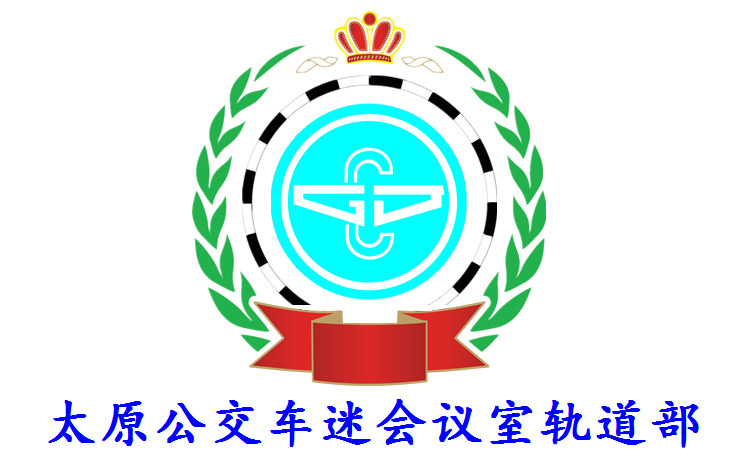
軌道部の旗

緑のオリーブと赤いリボンは軌道部の平和と発展を象徴している。上の王冠は栄誉と責任、尊厳と気節を意味している。レールは軌道部を表している。上級部門は本部である。

### 航空部

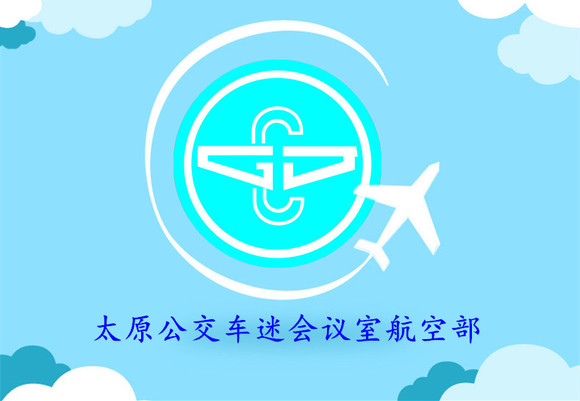
航空部の旗

青い空は自由に飛ぶであり、白い航跡は未来が明るくを目指し、飛行機は航空部の象徴だ。上級部門は本部である。

### ボランティア隊

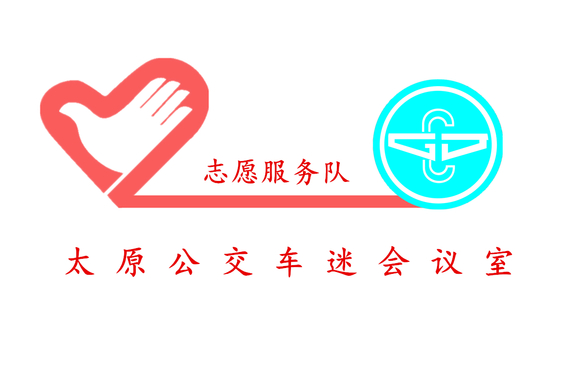
ボランティア隊の旗

熱い心を持つファンの皆さんに赤い血が注がれている。手を携えて迷った市民に明るい道を示し、これがボランティア隊の格言である。ボランティア隊は山西ボランティア連合会傘下の独立したチームで、研究会本部の管轄を受けている。

### ラジオの声

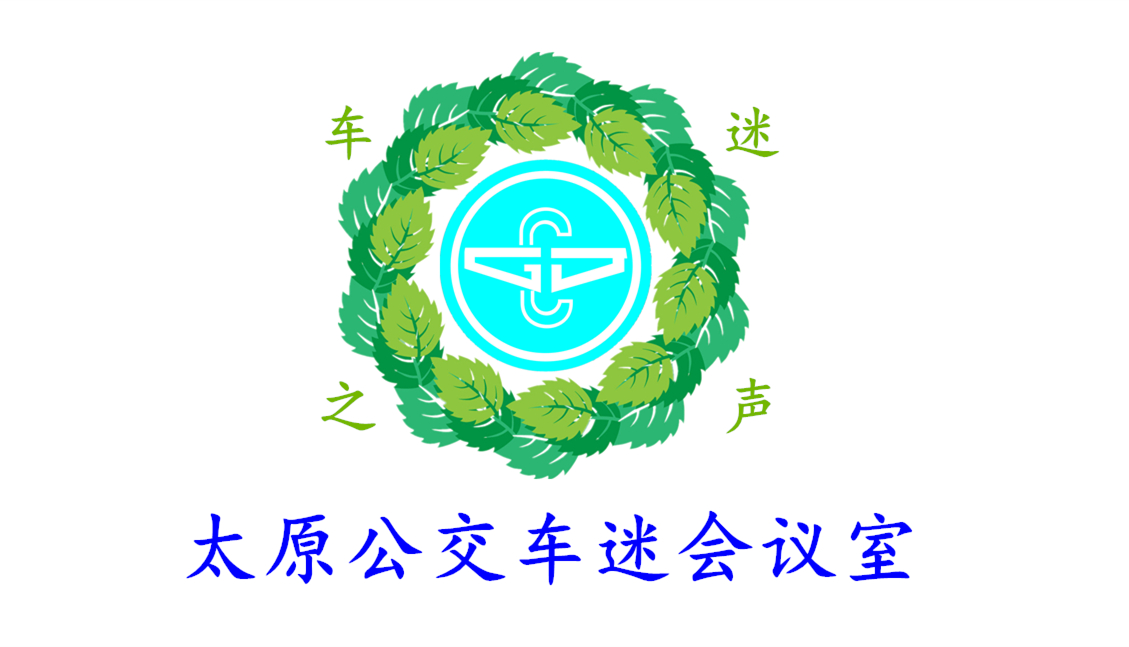
「ラジオの声」の旗

「ラジオの声」の趣旨は親しみやすい声で迷っている君の方向を導いて、FMやSNSなどを利用して君の前進の道を照らす。上級部門は本部である。

## 主な研究·コンサルタント分野と所属

### 本部
路面交通（路面電車を除く）、水運

### 軌道部
路面電車、地下鉄、モノレール、普速線（在来線）、高速鉄道（新幹線）、リニア

### 航空部
航空輸送、空港交通システム

### ボランティア隊
乗客心理学